# Cruzobius viganus
Cruzobius viganus är en mångfotingart som beskrevs av Chamberlin 1944. Cruzobius viganus ingår i släktet Cruzobius och familjen stenkrypare. Inga underarter finns listade i Catalogue of Life.